# Hoffman Estates
Hoffman Estates is een plaats (village) in de Amerikaanse staat Illinois, en valt bestuurlijk gezien onder Cook County en Kane County.

## Demografie
Bij de volkstelling in 2000 werd het aantal inwoners vastgesteld op 49.495. In 2006 is het aantal inwoners door het United States Census Bureau geschat op 52.479, een stijging van 2984 (6,0%).

## Geografie
Volgens het United States Census Bureau beslaat de plaats een oppervlakte van 51,4 km², waarvan 51,0 km² land en 0,4 km² water.

## Plaatsen in de nabije omgeving
De onderstaande figuur toont nabijgelegen plaatsen in een straal van 8 km rond Hoffman Estates.